# Rebecq
Rebecqlà một đô thị ở tỉnh Walloon Brabant. Tại thời điểm ngày 1 tháng 1 năm 2006, đô thị này có dân số 10,241 người. Tổng diện tích là 39.08 km², với mật độ dân số 262 người trên mỗi km².

## Người địa phương nổi bật
- François Huon, nghệ sĩ
- Ernest Solvay, nhà hóa học, nhà công nghiệp
- Irène Janssens